# فورد استرالیا

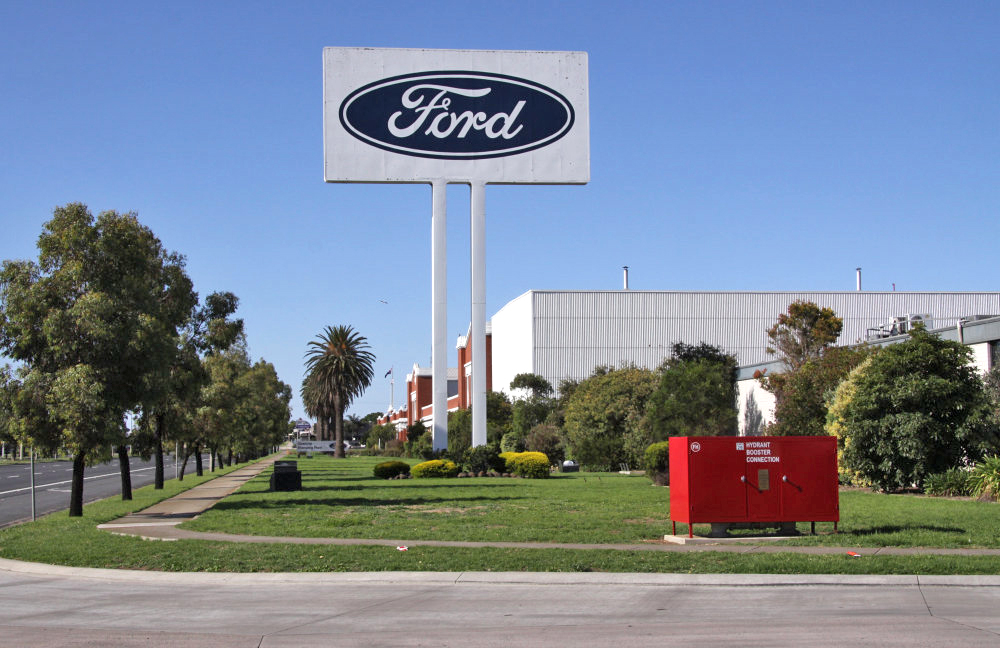
کارخانه اصلی فوردداسترالیا

فورد استرالیا (به انگلیسی: Ford Australia) شرکت خودروسازی استرالیایی است، که زیرمجموعه‌ای از شرکت فورد می‌باشد و هم‌اکنون مدل‌هایی چون: فورد فوکوس، فورد فیستا، فورد کورس‌ایر، فورد فالکون (استرالیا)، فورد کوگا، فورد اکواسپورت و فورد موندئو را تولید می‌کند.
شرکت فورد استرالیا در سال ۱۹۲۵ توسط هنری فورد راه‌اندازی شد. دفتر مرکزی و کارخانه تولیدی این شرکت در شهر جیلان، استرالیا قرار دارد.